# Clitherall
Clitherall è un comune degli Stati Uniti d'America, situato nello Stato del Minnesota, nella Contea di Otter Tail.